# Autopista Ma-1
Die Autopista Ma-1, kurz Ma-1, ist eine Regionalautobahn auf der spanischen Baleareninsel Mallorca.
Sie beginnt in der Hauptstadt Palma. Teilweise ist die Ma-1 dort auch sechsspurig ausgebaut. Die Straße darf in Palma aber als Ortsdurchfahrt nur mit max. 50 km/h befahren werden.
Zwischen den Ausfahrten 18 und 20 ist die Ma-1 als Autovia ausgeschildert, da es auf diesem Abschnitt keine alternative Straße für langsamere Fahrzeuge gibt.
Die Autopista endet nach Abfahrt 20 und wird bis Puerto de Andratx als Landstraße weitergeführt. Die Ortsumfahrung von Peguera ist dabei noch kreuzungsfrei mit autobahnähnlichen Abfahrten ausgebaut.

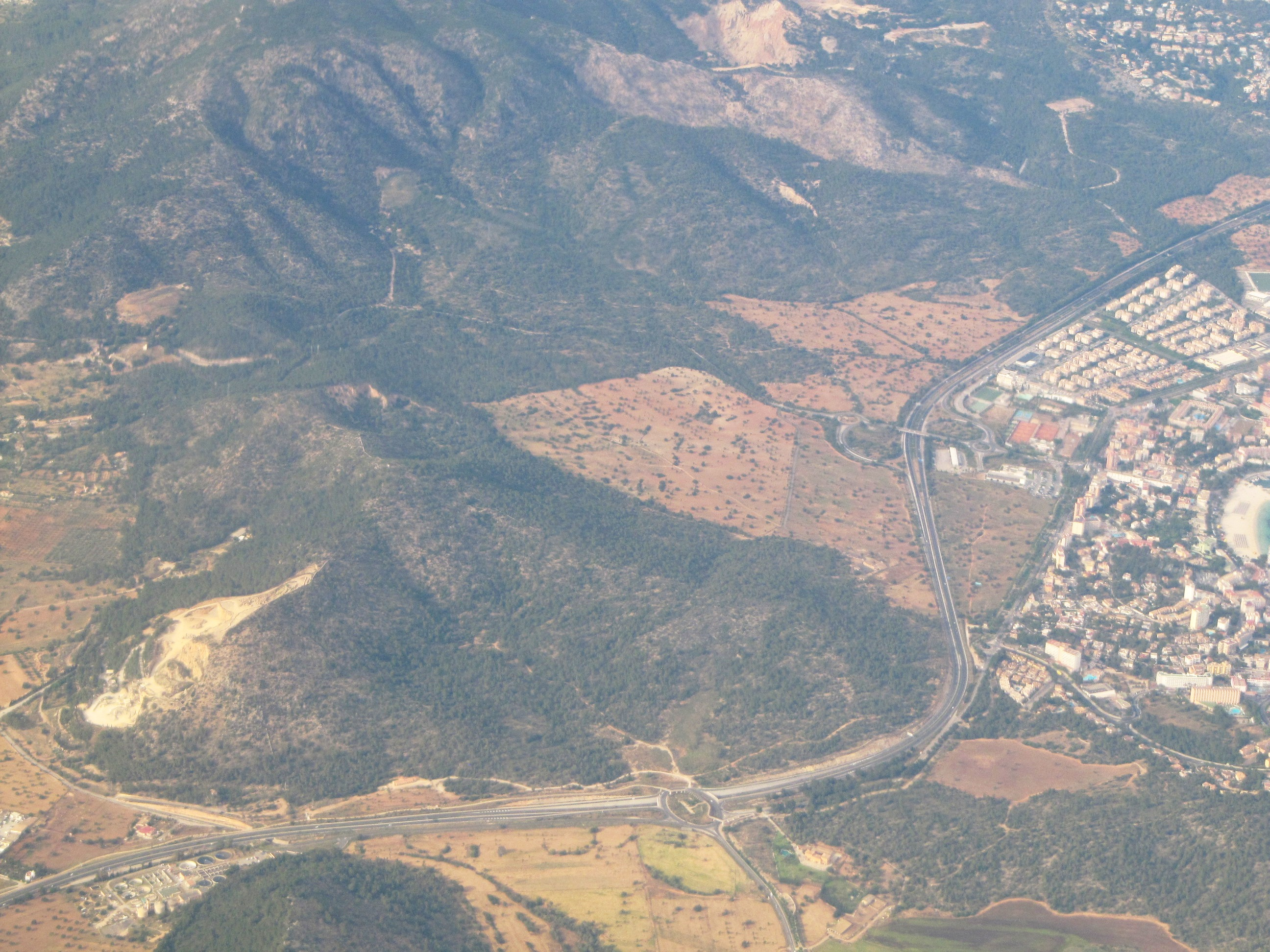
Luftbild der Ma-1 bei Palmanova

## Straßenverlauf
| Anschlussstelle                    | km                               | Name der Anschlussstelle                                    | Anschluss                        |
| ---------------------------------- | -------------------------------- | ----------------------------------------------------------- | -------------------------------- |
| Übergang aus Ma-19                 |                                  | Palma Avinguda Adolfo Suarez                                | Ma-19                            |
|                                    |                                  | Palma Avinguda d’Antoni Maura (nur mit Sondergenehmigung)   |                                  |
| Beginn Ma-1                        |                                  | Palma Avinguda de Gabriel Roca                              |                                  |
|                                    | 0,5                              | Palma Avinguda de l’Argentina                               |                                  |
| 1                                  | Palma Carrer de Monsenyor Palmer |                                                             |                                  |
|                                    | 2                                | Palma                                                       |                                  |
| 2,2                                |                                  | Palma                                                       |                                  |
|                                    | 2,4                              | Palma Carrer de la Pedrera                                  |                                  |
|                                    | 3                                | Palma Carrer de Porto Pi Port de Palma embarcament vehicles |                                  |
|                                    | 4                                | Palma Avinguda de Joan Miró Carretera Dic de L’Oest         |                                  |
| 4 Fahrtrichtung Puerto de Andratx  | 4,2                              | CALA MAJOR SANT AGUSTÍ                                      | Ma-1C                            |
| 4 Fahrtrichtung Palma              | 4,5                              | CALA MAJOR ILLETES                                          | Ma-1C                            |
| Fahrtrichtung Puerto de Andratx    | 4,5                              | Autopista                                                   |                                  |
| 5 Fahrtrichtung Puerto de Andratx  | 5                                | aeroport Gènova                                             | Ma20                             |
| 5 Fahrtrichtung Palma              | 6                                | aeroport Cala Major                                         | Ma20                             |
| 6 Fahrtrichtung Puerto de Andratx  | 6                                | GÈNOVA SANT AGUSTÍ                                          | Ma-1044                          |
| 6 Fahrtrichtung Palma              | 6,5                              | GÈNOVA SANT AGUSTÍ                                          | Ma-1044                          |
| 9                                  | 9                                | BENDINAT ILLETES                                            | Castillo de Bendinat             |
| 10                                 | 10                               | COSTA D'EN BLANES PORTALS NOUS                              | Av. Tomàs Blanes Tolosa          |
| 13                                 | 13                               | CALVIÀ PALMANOVA                                            | Ma-1015                          |
| 14                                 | 14                               | MAGALUF EL TORO Gewerbegebiet Son Bugadelles                | Ma-1C                            |
| 17                                 | 17                               | SANTA PONÇA Gewerbegebiet Son Bugadelles CALVIÀ             | Ma-1014 Avinguda del Rei Jaume I |
| 18                                 | 18                               | COSTA DE LA CALMA                                           |                                  |
| Fahrtrichtung Puerto de Andratx    | 18                               | Autopista                                                   |                                  |
| Fahrtrichtung Palma                | 18                               | Autopista                                                   |                                  |
| Fahrtrichtung Puerto de Andratx    | 18                               | Autovia                                                     |                                  |
| Fahrtrichtung Palma                | 18                               | Ende Autovia                                                |                                  |
|                                    | 19                               | Túnel des Coll den Gorvió                                   |                                  |
| 20 Fahrtrichtung Puerto de Andratx | 19,5                             | PEGUERA LA ROMANA                                           | Bulevar de Peguera               |
| Fahrtrichtung Palma                | 19,5                             | Autovia                                                     |                                  |
| Fahrtrichtung Puerto de Andratx    | 20                               | Ende Autovia                                                | Ma-1                             |
|                                    | 21                               | Túnel de sa Coma                                            |                                  |
| 22 Fahrtrichtung Puerto de Andratx | 22                               | PEGUERA ES CAPELLDÀ                                         | Ma-1012                          |
| 23 Fahrtrichtung Puerto de Andratx | 23                               | PEGUERA CALA FORNELLS                                       |                                  |
|                                    | 23,5                             | Túnel de Son Vic                                            |                                  |
|                                    | 25                               | PEGUERA CAMP DE MAR                                         | Ma-1A                            |
|                                    | 26,5                             | ANDRATX ESTELLENCS SÓLLER                                   | Ma-1B                            |
|                                    | 27,5                             | Andratx                                                     | Ma-10                            |
| 29                                 | Ma-1022                          | Andratx                                                     |                                  |
| 31                                 | Puerto de Andratx                | Ma-1020 Carrer des Saluet carretera des Port                |                                  |